# Pałac w Łojdach
Pałac w Łojdach (pałac von Negenbornów) – pałac wraz z zespołem parkowym położony we wsi Łojdy (niem. Loyden) w gminie Bartoszyce w województwie warmińsko-mazurskim. Wybudowany został w 1877 w stylu neoklasycystycznym jako siedziba rodu von Negenborn.
Pałac położony jest na obrzeżach wsi Łojdy około 4 km na północny zachód od Bartoszyc, przy lokalnej drodze prowadzącej do wsi, nieopodal drogi krajowej nr 51 na odcinku Bartoszyce-Bezledy.

## Historia
Pałac został wzniesiony w 1877 roku w miejscu starszego dworu z XVIII wieku jako siedziba rodu von Negenborn. Zarządzali oni pałacem aż do 1945 roku, a majątek przejęli od osiadłej tu od XVII wieku mazurskiej rodziny Myślętów. 
Pałac i samo założenie pochodzi z czasów von Negenbornów, którzy w majątku hodowali, słynące z wydajności krowy mleczne. W pierwszej ćwierci XX wieku do pałacu dobudowano prostopadłe od strony zachodniej skrzydło. 
Po II wojnie światowej mieściły się w nim biura i mieszkania pracowników PGR-u. W końcu lat 80. pałac gruntownie modernizowano, jednak jego konserwację przerwano. 
Od 2000 roku pozostaje w rękach prywatnych, a nowy właściciel wyremontował pałac i zadbał o jego otoczenie. Obecnie zarówno sam pałac jak i otaczający go park utrzymane są w bardzo dobrym stanie, a całość otoczona jest płotem.

## Architektura

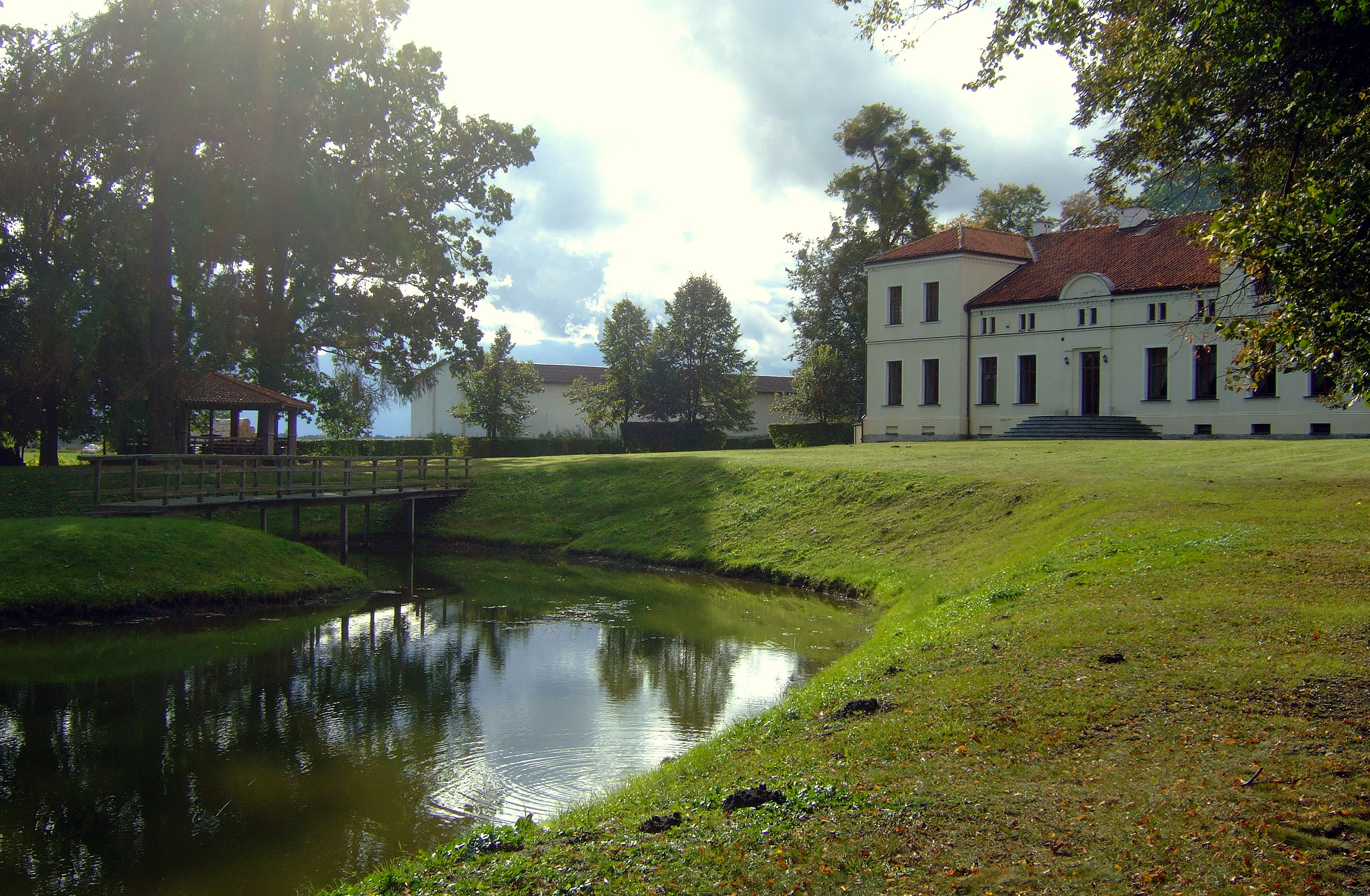
Elewacja parkowa i staw

Zespół pałacowy składa się z budynku pałacu głównego, parku ze stawem oraz rozległego podwórza gospodarczego. 
Sam pałac, na terenie majątku, usytuowany jest między parkiem a podwórzem, niedaleko dwóch lokalnych dróg biegnących przez wieś. Założony został na rzucie prostokąta i składa się z korpusu głównego oraz dwóch symetrycznych i lekko wysuniętych bocznych skrzydeł. Dach nad główną częścią pałacu jest dwuspadowy, natomiast nad skrzydłami czterospadowy. Elewacja pałacu, koloru białego, zdobiona jest drobnymi detalami. Od strony ogrodu do bocznej elewacji przylega drewniany ganek. Od strony frontowej z kolei do głównego wejścia do wnętrz prowadzi prostopadły do drogi podjazd. 
Pałac otacza dobrze zachowany park krajobrazowy. Występuje w nim liczny starodrzew różnych gatunków oraz w części ogrodowej niewielki staw ze sztuczną wyspą i kładką. 

## Zabytek
Pałac oraz oficyna wpisane są do rejestru zabytków nieruchomych (nr rej.: 6 z 10.09.1949) i wraz z parkiem (nr rej.: 1318 z 18.01.1982) tworzą zespół pałacowy.